# Infamous 2
Infamous 2 (skrivet som inFAMOUS 2) är ett actionspel utvecklat av Sucker Punch Productions och utgavs av Sony Computer Entertainment år 2011 för Playstation 3.

## Röstskådespelare
- Eric Ladin - Cole MacGrath
- Caleb Moody - Zeke Jedediah Dunba
- Dawn Olivieri - Lucy Kuo
- Nika Futterman - Nix
- Graham McTavish - Joseph Bertrand III
- Michael Ensign - Dr. Sebastian Wolfe
- Phil LaMarr - John White
- Jim Meskimen - Rosco Laroche
- Ava Gaudet - Sara
- Nate Fox - athan
- Elizabeth Lambert - USTV Reporter
- Keith Ferguson - Olika röstroller
- J. B. Blanc - Olika röstroller